# Paramachaerium schunkei
Espèce
Statut de conservation UICN

 VU D2 : Vulnérable
Paramachaerium schunkei est une espèce de plantes à fleurs de la famille des Fabaceae.

## Publication originale
- Brittonia 33(3): 439, f. 1, 2A. 1981.